# Sándor Preisinger
Sandor Preisinger (né le 11 décembre 1973 à Zalaegerszeg en Hongrie) est un joueur de football hongrois.

## Biographie

### Club
Il joue 186 matchs en D1 hongroise et inscrit un total de 64 buts. Lors de la saison 1994/95, Sándor Preisinger termine meilleur buteur du championnat hongrois avec 21 buts alors qu'il joue avec le Zalaegerszegi TE.

### International
Il commence sa carrière internationale avec la sélection de Hongrie le 5 juin 1999 contre la Roumanie lors d'un match comptant pour les qualifications à l'Euro 2000.
Sándor est un des membres de l'équipe hongroise qui participe et atteint la finale aux jeux olympiques de 1996 à Atlanta aux États-Unis. 

## Palmarès
- Championnat de Hongrie :
- Vainqueur : 1997, 1999
- Finaliste : 2000

- Coupe de Hongrie :
- Vainqueur : 1997, 1998, 2000
- Finaliste : 2002